# Lyndon Ferns
Lyndon Ferns, né le 24 septembre 1983 à Polokwane, est un nageur sud-africain spécialiste des épreuves de sprint en nage libre et papillon. Lors de sa première participation olympique, le nageur a conquis la médaille d'or sur l'épreuve du relais 4 × 100 m nage libre avec ses compatriotes et partenaires d'entraînement à l'Université d'Arizona, Roland Schoeman, Darian Townsend et Ryk Neethling.

## Biographie
Lyndon Ferns est membre essentiel du relais sud-africain 4 × 100 m nage libre depuis les Jeux du Commonwealth 2002 au cours desquels le quatuor obtient la médaille d'argent.
Le nageur participe aux Mondiaux 2003 de Montréal au sein du relais 4 × 100 m nage libre sud-africain. En progression constante grâce aux performances des leaders que sont Roland Schoeman et Ryk Neethling, le quatuor termine à la huitième place de la finale. Abaissant régulièrement leur meilleurs temps personnels, les relayeurs sud-africains font figures d'outsiders pour le rendez-vous olympique qui se profile. Ainsi, sélectionné pour les Jeux olympiques de 2004 organisés à Athènes, Lyndon Ferns participe à la victoire du relais sud-africain lors de l'épreuve du 4 × 100 m nage libre. Avec ses compatriotes, il établit même un nouveau record du monde en tant que premier relayeur. C'est la première fois qu'un relais africain s'imposait aux Jeux olympiques. Ferns participe par ailleurs à l'épreuve du 50 m nage libre mais est éliminé lors des demi-finales.
Lors des Mondiaux 2007 organisés à Melbourne, Lyndon Ferns se révèle parmi les meilleurs papilloneurs mondiaux grâce à sa quatrième place obtenue lors de la finale du 100 m papillon. N'échouant qu'à deux dixièmes du podium, il établit un nouveau record d'Afrique. Sélectionné au sein des relais 4 × 100 m nage libre et 4 × 100 m 4 nages, il termine à chaque fois au pied du podium.

## Palmarès

### Jeux olympiques
- Jeux olympiques de 2004 à Athènes (Grèce) :
  -  Médaille d'or avec le relais sud-africain sur l'épreuve du 4 × 100 m nage libre (3 min 13 s 17 RM).

### Championnats du monde
- Championnats du monde 2003 à Barcelone (Espagne) :
  - 8e lors de la finale du 4 × 200 m nage libre (8 min 18 s 79).

- Championnats du monde 2007 à Melbourne (Australie) :
  - 4e lors de la finale du 100 m papillon (52 s 03).
  - 4e lors de la finale du relais 4 × 100 m nage libre (3 min 14 s 77).
  - 4e lors de la finale du relais 4 × 100 m 4 nages (3 min 55 s 92).

### Championnats d'Afrique
- Championnats d'Afrique 2002 au Caire (Égypte) :
  -  Médaille de bronze du 100 m papillon

## Records
Il fut détenteur du record du monde du relais 4 × 100 m nage libre, performance réalisée avec ses compatriotes lors de la finale olympique à Athènes en 2004. Ce temps ne constitue plus le record olympique.